# Nackt unter Wölfen (2015)
Nackt unter Wölfen is een Duitse televisiefilm van de regisseur Philipp Kadelbach uit  2015. Het verhaal van de film is gebaseerd op de gelijknamige roman van Bruno Apitz, die voor het eerst in 1958 verscheen. Na een televisieproductie in 1960 en een verfilming van Frank Beyer in 1963 is deze productie de derde verfilming van het boek.

## Verhaal
Plaats van handeling is het concentratiekamp Buchenwald tegen het einde van de oorlog. Enkele weken voor de bevrijding arriveert met een van de laatste transporten de Pool Jankowski in het kamp. Hij heeft een koffer bij zich waarin hij een driejarig joods jongetje verborgen houdt, wiens ouders eerder in Auschwitz werden omgebracht. Als de gevangenen Höfel en Pippig de koffer openen en de inhoud ontdekken, wil Krämer, de verzetsleider van een communistische groep, het kind met een volgend transport naar Bergen-Belsen meesturen. Zo wil Krämer voorkomen dat het beramen van een opstand niet door het kind in gevaar worden gebracht. Enkele gevangen willen het kind echter van de wisse dood redden en verbergen hem, maar dit wordt door de SS ontdekt.

## Rolverdeling
- Florian Stetter als Hans Pippig
- Peter Schneider als André Höfel
- Sylvester Groth als Helmut Krämer
- Sabin Tambrea als Hermann Reineboth
- Robert Gallinowski als Robert Kluttig
- Rainer Bock als Alois Schwahl
- Rafael Stachowiak als Marian Kropinski
- Thorsten Merten als Bochow
- Torsten Michaelis als August Rose
- Robert Mika als Zacharias Jankowski
- Matthias Bundschuh als Gotthold Zweiling
- Ulrich Brandhoff als Heinrich Schüpp
- Torsten Ranft als Mandrill
- Andreas Lust als Förste
- Marko Mandić als Leonid Bogorski
- Janusz Cichocki als Zidkowski
- Max Hegewald als Roman
- Leonard Carow als Johann Müller
- Robert Hunger-Bühler als Pippig's vader
- Vojta Vomácka als kleine jongen

## Prijzen en nominaties
- 2016: Deutscher Fernsehpreis (Duitse Televisieprijs) in de categorie beste televisiefilm.